# Мартини
Цей термін також може посилатися на рід птахів. Див. Мартин (птах).

Мартини — село в Україні, у Яворівському районі Львівської області. Населення становить 78 осіб. Орган місцевого самоврядування - Мостиська міська рада.